# Крёхерн
Крёхерн (нем. Cröchern) — коммуна в Германии, в земле Саксония-Анхальт.
Входит в состав района Оре. Подчиняется управлению Эльбе-Хайде.  Население составляет 282 человека (на 31 декабря 2006 года). Занимает площадь 23,22 км². Официальный код  —  15 3 62 024.